# 김혜진 (2002년)
김혜진(2002년 4월 8일~)은 대한민국의 배우이자 모델이고 방송인이다.
2007년에서부터 2011년까지 4년 동안 CF 광고의 키즈 모델로 활약한 이후, 2011년 SBS TV 프로그램에서 첫 예능적인 두각을 드러냄하였다. 이후 영화, TV 시리즈 등에서 단역과 조연 등을 거치며 활약하다가, 2016년 7월에는 EBS TV 프로그램 《톡 톡 보니 하니》의 하니 캐릭터 후보로도 출전한 바 있다.

## 학력
- 대신초등학교 (졸업)
- 부산중앙여자중학교 (졸업)
- 다대고등학교 (졸업)

## 출연작

### TV 프로그램
- 2011년 SBS 《꾸러기 탐구생활》

### 영화
- 2012년 《범죄와의 전쟁》
- 2012년 《설해》
- 2013년 《시선》

### 텔레비전 드라마
- 2011년 SBS 당신이 잠든사이
- 2012년 tvN 노란 복수초
- 2012년 KBS2 적도의 남자
- 2014년 KBS2 마법 천자문
- 2016년 EBS 갤럭시 안전 프로젝트